# 김찬 (가수)
김찬은 대한민국의 가수다. 2023년 싱글 《엄마의 서랍》으로 데뷔했다.

## 방송
- 싱어게인3 (2023) - Top77

## 음반
- 엄마의 서랍 (2023)